# Rałowszczyzna
Rałowszczyzna (biał. Ралаўшчына; ros. Раловщина) − wieś na Białorusi, w obwodzie grodzieńskim, w rejonie oszmiańskim, w sielsowiecie Kolczuny.

## Historia
W czasach zaborów wieś i folwark w gminie Graużyszki, w powiecie oszmiańskim, w guberni wileńskiej Imperium Rosyjskiego. W 1866 folwark w 1 domu zamieszkiwało 13 osób, wieś w 8 domach 93 osoby. Należały do dóbr Graużyszki, własność Korsaków. W 1905 roku wieś liczyła 94 mieszkańców, folwark 18. Folwark należał do Kononcewa.
W latach 1921–1945 wieś i folwark leżały w Polsce, w województwie wileńskim, w powiecie oszmiańskim, w gminie Graużyszki.
W 1931 wieś w 28 domach zamieszkiwało 145 osób, folwark w 2 domach – 15 osób.
Wierni należeli do parafii rzymskokatolickiej w Graużyszkach. Miejscowość podlegała pod Sąd Grodzki w Holszanach i Okręgowy w Wilnie; właściwy urząd pocztowy mieścił się w Graużyszkach.